# Тітіріджі малий
Тітірі́джі малий (Hemitriccus minimus) — вид горобцеподібних птахів родини тиранових (Tyrannidae). Мешкає в Амазонії.

## Опис
Довжина птаха становить 10 см, вага 6-8 г. Верхня частина тіла оливково-зелена, тім'я чорнувате. Від дзьоба до очей ідуть охристі смужки, щоки коричнюваті. Нижня частина тіла білувата, живіт кремовий. Крила чорнуваті з жовтими краями.

## Поширення і екологія
Малі тітіріджі мешкають в Бразилії (від північного заходу Акрі і Амазонасу до сходу Пари та до Токантінса і Мату-Гросу), на північному сході Болівії (схід Пандо і Бені, північ Санта-Крусу), на сході Перу (поблизу Ікітоса, у верхів'ях річки Укаялі) та на південному сході Еквадору в заповіднику Капаві. Вони живуть в кронах сухих тропічних лісів та в чагарникових заростях. Зустрічаються на висоті до 450 м над рівнем моря.